# L'Umbracle
L'Umbracle è un giardino pubblico di Valencia, progettato dall'architetto Santiago Calatrava,  parte degli edifici della Ciutat de les Arts i les Ciències.

## Descrizione
L'Umbracle riprende con un approccio contemporaneo la tradizione degli ombracoli, luoghi ombrosi, generalmente destinati alla conservazione di specie vegetali autoctone dei paesi tropicali e sud tropicali, in paesi con clima diversi da questi. 
È costituito da una serie di archi (55 fissi e 54 mobili) che coprono un giardino lungo 320 metri e largo 60, e contenente più di 50 diverse specie di piante tipiche della regione di Valencia. 

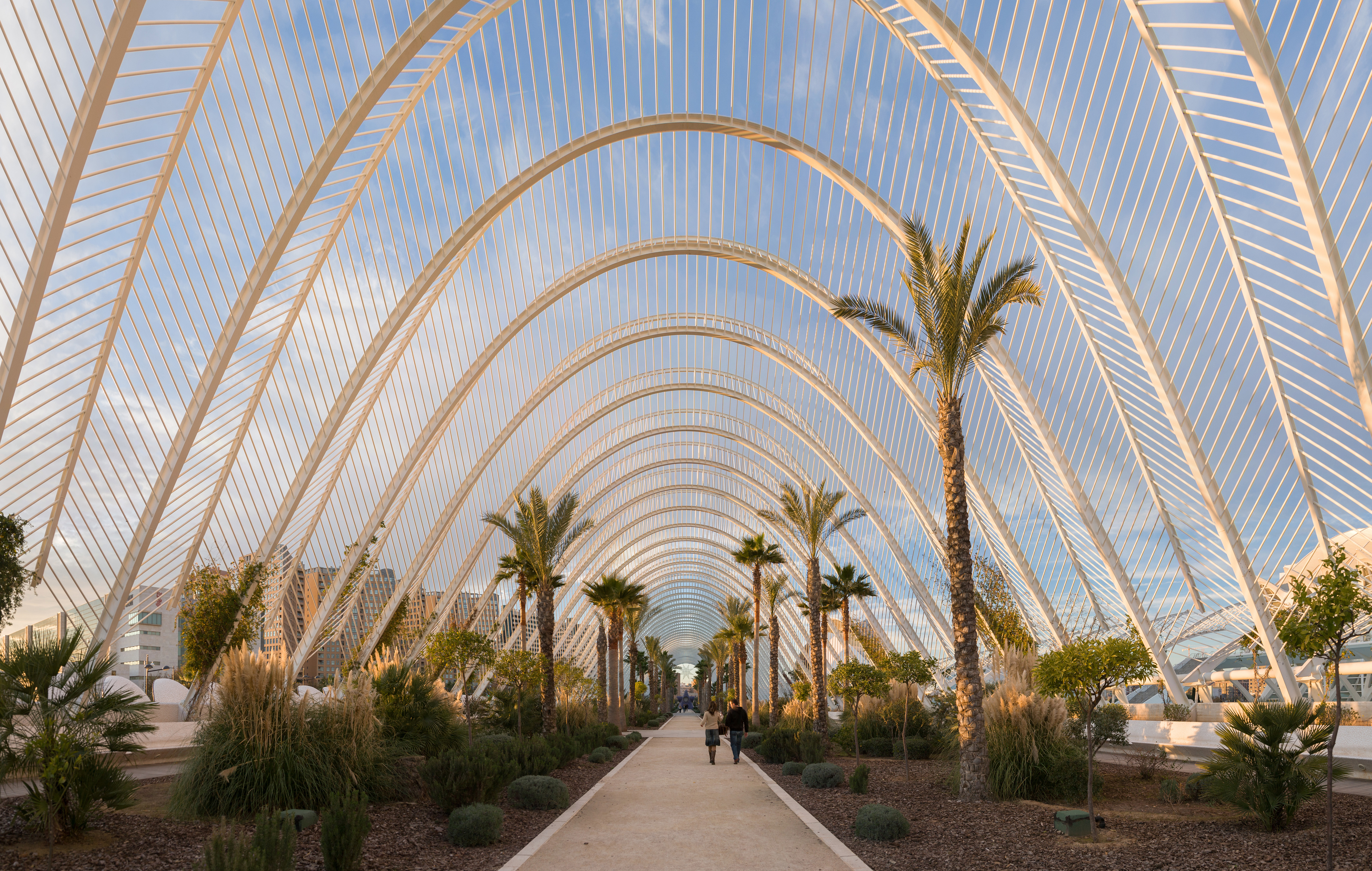
Vista panoramica ultragrandangolare dell'interno dell'Umbracle

La struttura è realizzata in trencadís, frammenti di ceramica, bianco secondo il tipico stile degli edifici di Calatrava. La passeggiata è rivestita in legno di teck, un tipo di legno di origine tropicale che, rispetto al cemento, resiste con poca usura alle aggressioni climatiche.
Durante l'estate, parte del giardino, viene trasformata in discoteca all'aperto, una delle più frequentate nella stagione in città, come anche viene utilizzata per esposizioni temporanee d'arte.
Il parco comunica con il Museo delle Scienze - che si trova sul letto del fiume Túria e quindi più in basso - attraverso scale e ascensori, e con la Città di Giustizia con una serie di brevi scalinate.